# Metano
El metano (del griego methy vino, y el sufijo -ano) es el hidrocarburo alcano más sencillo, cuya fórmula química es CH
4.
Cada uno de los átomos de hidrógeno está unido al carbono por medio de un enlace covalente. Es una sustancia no polar que se presenta en forma de gas a temperaturas y presiones ordinarias. Es incoloro, inodoro e insoluble en agua.
En la naturaleza se produce como producto final de la descomposición anaeróbica de las plantas. Este proceso natural se puede aprovechar para producir biogás. Muchos microorganismos anaeróbicos lo generan utilizando el CO
2 como aceptor final de electrones.
El gas natural lo contiene en diversas proporciones según el yacimiento de donde es extraído, desde el 83 % al 97 %. El gas natural comercializado es mayoritariamente metano con algunos otros hidrocarburos añadidos en pequeña proporción, como etano, propano, butano y algo de nitrógeno. En las minas de carbón se le llama grisú y es muy peligroso, ya que es fácilmente inflamable y explosivo. No obstante, en las últimas décadas ha cobrado importancia la explotación comercial del gas metano de carbón como fuente de energía.

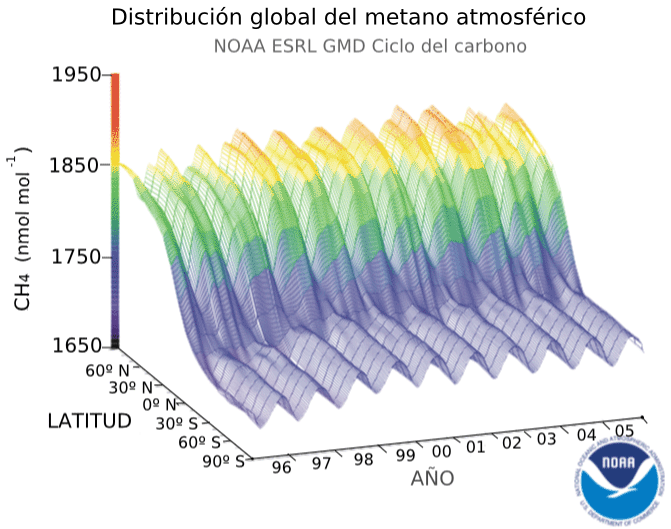
Resultado de las observaciones de metano desde 1996 a 2005 que muestran el aumento del metano, las variaciones estacionales y la diferencia entre los hemisferios norte y sur.

El metano es un gas de efecto invernadero relativamente potente que contribuye al calentamiento global del planeta Tierra, ya que tiene un potencial de calentamiento global de 23. Esto significa que en una medida de tiempo de 100 años cada kilogramo de CH
4 calienta la Tierra 23 veces más que la misma masa de CO
2, sin embargo, hay aproximadamente 220 veces más dióxido de carbono en la atmósfera de la Tierra que metano por lo que el metano contribuye de manera menos importante al efecto invernadero. Con todo, las reducciones fuertes, rápidas y sostenidas en las emisiones de metano pueden limitar el calentamiento a corto plazo y mejorar la calidad del aire al reducir el ozono global a baja altura.

### Emisiones de metano

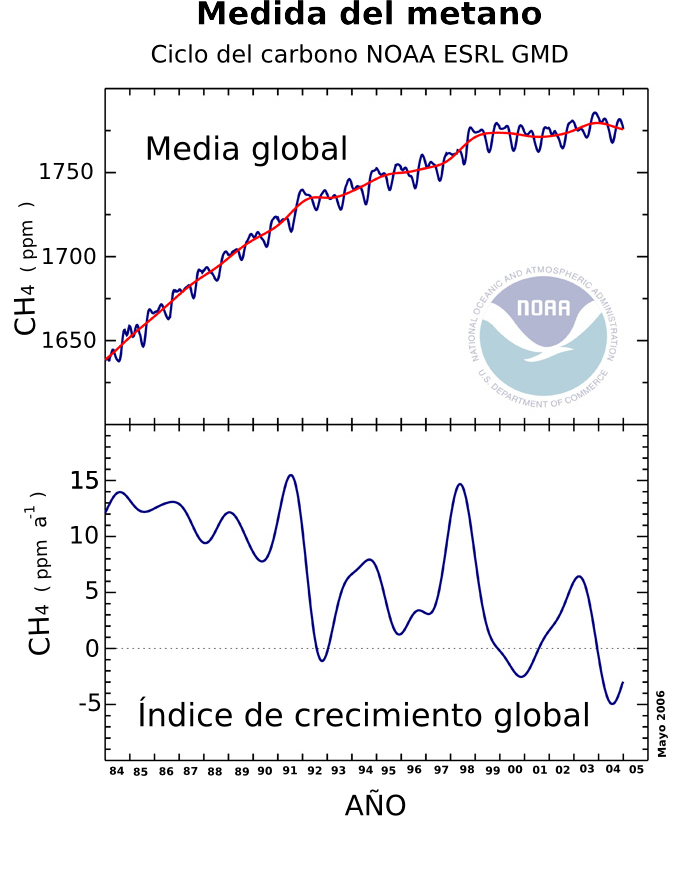
Concentraciones medias de metano globales (NOAA).

## Seguridad del metano y riesgos para la salud
El metano no es tóxico en sí, sino que su principal peligro para la salud son las quemaduras que puede provocar si entra en ignición, pues es altamente inflamable y puede llegar a formar mezclas explosivas con el aire. El metano también reacciona violentamente con agentes oxidantes, halógenos y algunos compuestos halogenados. Por lo tanto, una alta cantidad de metano acumulada en un ambiente poco ventilado, o una gran concentración de otro gas que contenga grandes dosis de metano en su composición (algo frecuente en muchos gases utilizados como combustible), o incluso ciertos procesos de fermentación de desechos, excrementos o sustancias putrefactas que hayan llegado a producir y acumular altas dosis de metano, podrían ser tratados como cualquier fuga de gas peligrosa, y por ello requerir las reacciones correspondientes a una fuga de gas.
El metano también es asfixiante y puede desplazar al oxígeno en un espacio cerrado. La asfixia puede sobrevenir si la concentración de oxígeno se reduce por debajo del 19,5% por desplazamiento. Sin embargo, las concentraciones a las cuales se forman las barreras explosivas o inflamables son mucho más pequeñas que las concentraciones en las que el riesgo de asfixia es significativo.[cita requerida]
Si hay estructuras construidas sobre o cerca de vertederos, el metano desprendido allí puede penetrar en el interior de los edificios y exponer a los ocupantes a niveles significativos de metano, con la peligrosidad correspondiente que sea. Algunos edificios tienen sistemas, por debajo de sus cimientos, para capturar este gas y expulsarlo del edificio. Un ejemplo de este tipo de sistema se encuentra en el edificio Dakin, en Brisbane (California).

## Reacciones
Las principales reacciones del metano son: combustión, reformación con vapor (steam reforming) para dar gas de síntesis (syngas), y halogenación. En general, las reacciones del metano son difíciles de controlar. Por ejemplo, la oxidación parcial para llegar a metanol es difícil de conseguir; la reacción normalmente prosigue hasta dar dióxido de carbono y agua.

### Combustión
En la combustión del metano hay involucrados una serie de pasos:
Se cree que el metano reacciona en primer lugar con el oxígeno para formar formaldehído (HCHO o H
2CO). Acto seguido el formaldehído se descompone en el radical formil, que a continuación da dióxido de carbono e hidrógeno. Este proceso es conocido en su conjunto como pirólisis oxidativa.
CH
4 + 2O
2 → CO
2 + 2H
2O
Siguiendo la pirólisis oxidativa, el H
2 se oxida formando H
2O, desprendiendo calor. Este proceso es muy rápido, siendo su duración habitual inferior a un milisegundo.
2H
2 + O
2 → 2H
2O
Finalmente el CO se oxida, formando CO
2 y liberando más calor. Este proceso generalmente es más lento que el resto de pasos y requiere unos cuantos milisegundos para producirse.

### Reformación
El enlace covalente carbono-hidrógeno se encuentra entre los más fuertes de todos los hidrocarburos, y por tanto su uso como materia prima es limitado. A pesar de la alta energía de activación necesaria para romper el enlace CH, el metano es todavía el principal material de partida para fabricar hidrógeno mediante reformación con vapor. La búsqueda de catalizadores que puedan facilitar la activación del enlace CH en el metano y otros alcanos ligeros es un área de investigación de gran importancia industrial.

### Halogenación
El metano reacciona con los halógenos bajo las condiciones adecuadas. La reacción tiene lugar de la siguiente manera.
CH
4 + X
2 → CH
3X + HX
En donde X es un halógeno: flúor (F), cloro (Cl), bromo (Br) y a veces yodo (I). El mecanismo de esta reacción es el de halogenación por radicales libres.

## Usos

### Combustible
El metano es importante para la generación eléctrica ya que se emplea como combustible en las turbinas de gas y en los generadores de vapor.
Si bien su calor de combustión, de unos 802 kJ/mol, es el menor de todos los hidrocarburos, si se divide por su masa molecular (16 g/mol) se encuentra que el metano, el más simple de los hidrocarburos, produce más cantidad de calor por unidad de masa que otros hidrocarburos más complejos. En muchas ciudades el metano se transporta en tuberías hasta las casas para ser empleado como combustible para la calefacción y para cocinar. En este contexto se le llama gas natural. En Colombia, así como en otros países en desarrollo, el gas natural es empleado como combustible alterno por algunos vehículos de transporte.

### Usos industriales
El metano es utilizado en procesos químicos industriales y puede ser transportado como líquido refrigerado (gas natural licuado, o GNL). Mientras que las fugas de un contenedor refrigerado son inicialmente más pesadas que el aire debido a la alta densidad del gas frío, a temperatura ambiente el gas es más ligero que el aire. Los gasoductos transportan grandes cantidades de gas natural, del que el metano es el principal componente.
En la industria química, el metano es la materia prima utilizada para la producción de hidrógeno, metanol, ácido acético, anhídrido acético. Cuando se emplea para producir cualquiera de estos productos químicos, el metano se transforma primero en gas de síntesis, una mezcla de monóxido de carbono e hidrógeno, mediante reformación por vapor. En este proceso el metano y el vapor de agua reaccionan con la ayuda de un catalizador de níquel a altas temperaturas (700-1100 °C).
CH
4 + H
2O → CO + 3H
2
La proporción de monóxido de carbono frente al hidrógeno puede ser ajustada mediante la reacción de desplazamiento de gas de agua al valor deseado.
CO + H
2O → CO
2 + H
2
Otros productos químicos menos importantes derivados del metano son el acetileno (obtenido haciendo pasar metano a través de un arco eléctrico) y los clorometanos (clorometano, diclorometano, cloroformo, y tetracloruro de carbono), producidos por medio de la reacción del metano con cloro en forma de gas. Sin embargo, el uso de estos productos está disminuyendo; el acetileno está siendo reemplazado por sustitutos más económicos y los clorometanos debido a motivos de salud y medioambientales.